# Shoah en Bohême-Moravie
Pour un article plus général, voir Shoah.
La Shoah en Bohême-Moravie recouvre les persécutions, les déportations et l'extermination subies par les Juifs dans le protectorat de Bohême-Moravie, alors entité satellite occupée par le Troisième Reich, pendant la Seconde Guerre mondiale. La Shoah en Bohême-Moravie a provoqué la déportation, l'expropriation et la mort de 80 000 Juifs.
Avant la Shoah, les Juifs de Bohême forment la communauté juive la mieux intégrée d'Europe et l'antisémitisme y est moins répandu qu'ailleurs. Les premières réglementations antisémites sont instaurées sous la Deuxième République tchécoslovaque, à la suite des accords de Munich et de l'occupation de la région des Sudètes. Après l'invasion allemande et l'occupation du reste des Pays tchèques, une série de nouvelles mesures antisémites est lancée et soutenue tant par les autorités nazies que par l'administration du gouvernement fantoche tchèque. Les Juifs sont privés de leurs emplois et de leurs biens, astreints aux travaux forcés et ils subissent diverses lois discriminatoires.
La population juive compte 118 310 membres avant l'invasion ; environ 30 000 réussissent à émigrer avant que cette démarche ne devienne impossible en octobre 1941. La première déportation de Juifs du protectorat remonte à octobre 1939 dans le cadre du plan Nisko. En octobre 1941 commencent les déportations de masse contre les Juifs du protectorat : ils sont d'abord convoyés vers le ghetto de Łódź, dans le Warthegau. À partir de novembre, les convois partent vers le ghetto de Theresienstadt (implanté dans le protectorat) qui, pour la majorité des victimes, n'est qu'un camp de transit avant leur déportation vers d'autres ghettos, des centres d'extermination et d'autres infrastructures d'assassinat plus à l'Est. À la fin de 1944, il ne reste plus que 6 795 Juifs dans le protectorat (hors Theresienstadt), dont la plupart sont engagés dans des mariages « mixtes ».
Après-guerre, de nombreux Juifs subissent des harcèlements et des discriminations en Tchécoslovaquie si l'allemand est leur langue maternelle. Au XXIe siècle, la mémoire de la Shoah se matérialise par des mémoriaux et des ouvrages, comme les livres écrits par les survivants Jiří Weil et Arnošt Lustig.

## Contexte

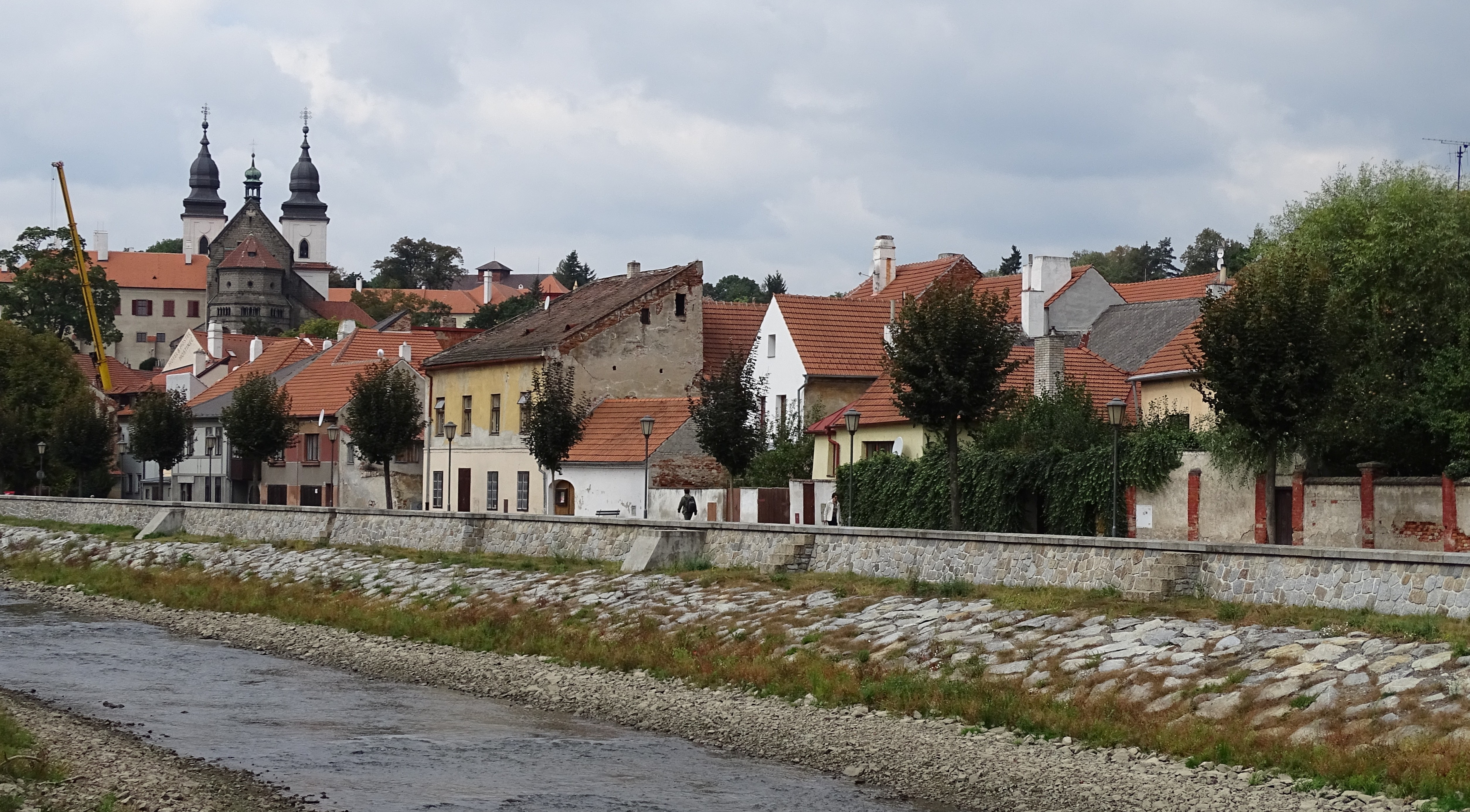
Quartier juif de Třebíč, en Moravie, inscrit au patrimoine mondial.

Les premières communautés juives en Bohême et en Moravie remontent probablement au XIe siècle, sous le règne de la dynastie des Přemyslid. Des communautés juives médiévales (en) sont implantées à Prague, Brno, Egra, Příbram, Pilsen, Jihlava, Znaïm et Olomouc, entre autres. Cependant, les Juifs sont expulsés de la plupart des villes royales aux XVe siècle et XVIe siècle. À partir de 1526, la Bohême et la Moravie sont régies par la monarchie des Habsbourg. En 1557, Ferdinand Ier décrète l'expulsion des Juifs de Bohême (mais pas de Moravie) ; toutefois ce décret n'a jamais été appliqué en totalité. En 1623, après l'écrasement de la Révolte de Bohême, Ferdinand II accorde aux Juifs la pleine liberté de résidence. Cette permission est révoquée par la loi Familianten Gesetz (en) (en vigueur de 1726 à 1848), qui limite la population juive autorisée sur le territoire à 8 541 familles en Bohême et 5 106 en Moravie, tout en restreignant la possibilité de contracter le mariage à un seul fils par famille. Certains Juifs ont émigré et d'autres se dispersent dans de petits villages pour se soustraire aux restrictions. Au XIXe siècle, la renaissance tchèque milite pour l'autonomie de la population tchécophone, majoritaire. Dans les années 1890, la plupart des Juifs s'expriment en allemand et se considèrent comme allemands,,.
Après la Première Guerre mondiale, les Pays tchèques (dont la zone frontalière des Sudètes, où vit une majorité allemande) font partie du nouvel État de Tchécoslovaquie. À partir de 1930, les Juifs germanophones sont en infériorité démographique par rapport aux Juifs intégrés tchécophones ; en parallèle, le sionisme gagne du terrain chez les Juifs des périphéries (Moravie et Sudètes). À la fin du XIXe siècle et au début du XXe siècle, des milliers de Juifs, issus de petits villages et villes, rejoignent Prague et d'autres villes majeures de Bohême,. Dans la Bohême et Moravie d'avant-guerre en 1938, les Juifs ne composent qu'un pour cent (117 551 personnes) des dix millions d'habitants. La plupart des Juifs vivent dans des villes importantes comme Prague (35 403, soit 4,2 % de la population), Brno (11 103 : 4,2 %) et Moravská Ostrava (6 865 : 5.5 %).
Dans les terres tchèques, l'antisémitisme est plus faible qu'ailleurs ; il est fermement combattu par Tomáš Masaryk (1850–1937), fondateur et premier président de la Tchécoslovaquie,. En parallèle, la sécularisation présente autant chez les Juifs que chez non-Juifs facilite l'intégration. Toutefois, il y eut quelques cas isolés d'émeutes antisémites lors de la naissance de la république tchécoslovaque dans les années 1918 et 1920,,. La plupart des Juifs de Bohême, dont la pratique religieuse décline fortement depuis le XIXe siècle, se montrent indifférents envers les questions religieuses, même si la Moravie compte davantage de pratiquants. Les Juifs de Bohême présentent le taux le plus élevé de mariages interreligieux (en) en Europe : entre 1928 et 1933, 43,8 % des Juifs se marient avec des non-juifs ; en Moravie, ce taux descend à 30 %,. Contrairement au Troisième Reich, la fréquence des mariages interreligieux se maintient après 1933, jusqu'à l'invasion nazie de 1939. Cette forte intégration des Juifs tchèques dans la communauté nationale a compliqué les campagnes d'identification menées dans l'objectif de les déporter et les assassiner.

## Deuxième République tchécoslovaque

Occupation allemande de la Tchécoslovaquie en 1938 et 1939.

Vers le milieu des années 1930, la Tchécoslovaquie accueille des milliers de Juifs allemands (et autrichiens, après l'Anschluss) qui fuient les persécutions, même si les mouvements politiques de droite finissent par imposer des restrictions sur l'immigration et éliminer la persécution raciale comme motif de droit d'asile,. Ainsi, en 1938, environ 10 000 Autrichiens sont refoulés et les Juifs polonais déportés d'Autriche sont ramenés à la frontière polonaise. Depuis le milieu des années 1930, l'antisémitisme monte en Tchécoslovaquie. Certains journaux commencent à faire l'éloge du périodique Der Stürmer,. En février 1938, de nombreux Juifs de nationalité polonaise, y compris des résidents de long terme, sont expulsés depuis Moravská Ostrava vers la Pologne.
En septembre 1938, les accords de Munich conduisent à l'annexion de la région des Sudètes par le Troisième Reich. L'Allemagne expulse les Juifs du territoire fraîchement annexé, ce qui provoque un afflux de réfugiés et concourt à la montée de l'antisémitisme. Le gouvernement de droite de la Deuxième République subit une pression de plus en plus intense de la part des Allemands — aussi bien de ses propres citoyens allemands que du régime nazi — et y fait face avec une attitude complaisante,. La plupart des Juifs vivant dans les régions des Sudètes annexées par l'Allemagne sont expulsés ou fuient vers la Tchécoslovaquie après les accords de Munich et la nuit de Cristal. Même si les accords de Munich octroient aux Juifs des Sudètes la possibilité de conserver leur nationalité tchécoslovaque, les autorités tentent de les empêcher de traverser la frontière. Certains réfugiés doivent patienter pendant des jours dans le No man's land,. En décembre 1938, 15 186 réfugiés juifs (dont ceux expulsés des Sudètes) vivent sur les territoires tchèques restants, ainsi que 99 000 non réfugiés.
En janvier 1939, une directive prévoit que les Juifs qui ont immigré en Tchécoslovaquie après 1914 (y compris les citoyens naturalisés) seront déportés du pays. 14 000 d'entre eux quittent la région et échappent à la mort. En parallèle, les Juifs sont exclus des syndicats professionnels tchèques, les hôpitaux publics congédient les médecins juifs et les officiers juifs de l'armée sont limogés. Les associations professionnelles et pédagogiques allemandes renvoient les enseignants et conférenciers juifs, les journaux allemands se défont de leurs reporters juifs. D'après l'historien Wolf Gruner (en), la persécution des Juifs dans la Deuxième République « procède de développements indépendants sous l'influence des sphères radicales tchèques et ne doit guère aux pressions directes émanant de Hitler ».

## Occupation allemande

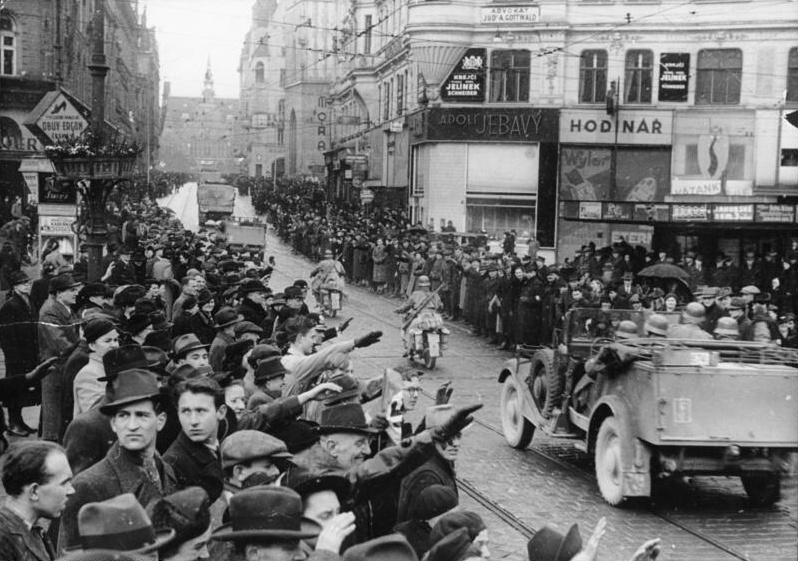
Troupes allemandes accueillies par des civils faisant le salut fasciste sur la place de la Liberté, à Brno, le 16 mars 1939.

Le 14 mars 1939, l'État slovaque proclame son indépendance avec l'appui du Troisième Reich. Conformément aux plans préparés depuis octobre 1938, l'Allemagne envahit l'État croupion tchèque et y instaure le protectorat de Bohême-Moravie. Ce protectorat, qui n'a d'indépendant que le titre, est partiellement annexé (en) dans le Grand Reich germanique. Au sein du protectorat, les Allemands de souche reçoivent la citoyenneté du Reich et ne répondent que devant les autorités allemandes. Les Tchèques et les Juifs sont considérés comme des sujets du protectorat, des citoyens de seconde zone, et sont gouvernés par une administration fantoche : en pratique, elle est régie par le Protecteur du Reich (en). L'administration tchèque est gérée par le Premier ministre Alois Eliáš (à partir d'avril) et le président Emil Hácha, qui sont tous deux des catholiques conservateurs favorables aux politiques antisémites mais maintiennent les liens avec le gouvernement en exil. Néanmoins, le ministre de la Justice, Jaroslav Krejčí, est connu pour ses positions pro-nazies. En mars, Hácha fonde le Národní souručenství, formation politique rassemblant 98,5 % des citoyens adultes et masculins du protectorat (les femmes et les Juifs en sont exclus). L'administration allemande est gouvernée par Konstantin von Neurath, ancien ministre allemand des Affaires étrangères, et Karl Hermann Frank, ancien vice-président du parti allemand des Sudètes.
Au moment de l'annexion, le protectorat compte au moins 118 310 Juifs répartis dans 136 communautés reconnues,.

## Persécutions contre les Juifs
La persécution progressive contre les Juifs crée un « ghetto sans murs », selon les termes de l'historien tchèque Miroslav Kárný (en), et elle suscite les conditions qui favorisent ensuite la déportation et l'assassinat des victimes.

### Premières mesures

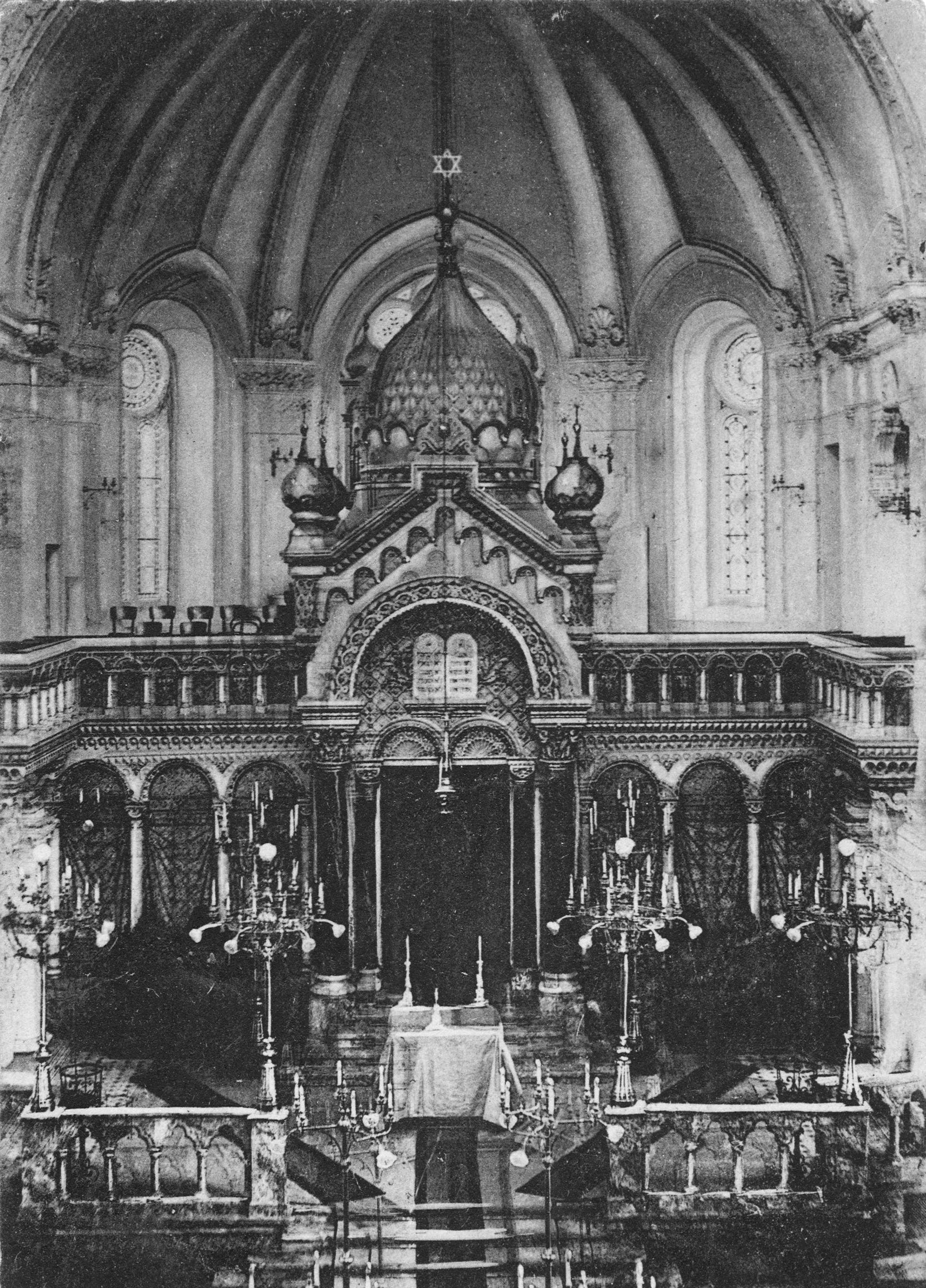
L'intérieur de la synagogue d'Olmütz, incendiée le 16 mars 1939.

Pendant le processus d'annexion, des émeutes antisémites éclatent en plusieurs endroits. Des synagogues sont incendiées par des émeutiers allemands et tchèques à Olomouc, Vsetín et Ostrava. À Iglau (Jihlava), les Juifs ont interdiction de monter dans les tramways et sont contraints de déblayer la neige dans les rues. Les organisations juives de Prague sont dissoutes ou saisies par la Gestapo, qui arrête des milliers de militants de gauche et de réfugiés allemands. Plus d'un millier de personnes, principalement des Juifs, sont déportées vers des camps de concentration dans le Reich.
La plupart des membres du gouvernement tchèque sont maintenus et possèdent une grande autonomie. Dans le protectorat, les persécutions antisémites sont perpétrées par plusieurs entités, comme le Bureau du protecteur du Reich, la Gestapo et le gouvernement tchèque. Les définitions et clauses des lois de Nuremberg entrent immédiatement en vigueur concernant les relations entre les Juifs et les personnes « de sang germanique », interdisant toute relation entre ces deux catégories. Les mariages entre Tchèques et Juifs restent autorisés dans un premier temps et la réglementation sur ce chapitre relève du gouvernement du protectorat .
Le gouvernement d'Alois Eliáš prépare son premier décret de la législation antisémite, qui prévoit de catégoriser comme « juive » toute personne dont les quatre grands-parents sont juifs et qui appartient à la communauté juive après 1918. Le décret prévoit d'interdire aux Juifs de travailler dans les organismes publics, syndicats, écoles, administrations, tribunaux, bourses des valeurs, activités artistiques et professions médicales. Toutefois, le bureau du Protecteur du Reich rejette ces propositions, car la définition de « juif » lui semble trop laxiste et il émet son propre décret le 21 juin. La manœuvre du gouvernement tchèque consiste, entre autres, à soutenir une définition plus stricte de la « judéité » afin de réduire la part des biens des Juifs qui serait versée aux Allemands dans le cadre de l'aryanisation. En mai et juin, une nouvelle série d'incendies détruit les synagogues à Brno, Olomouc, Uherský Brod, Chlumec, Náchod, Pardubice et Ostrava.

### Émigration

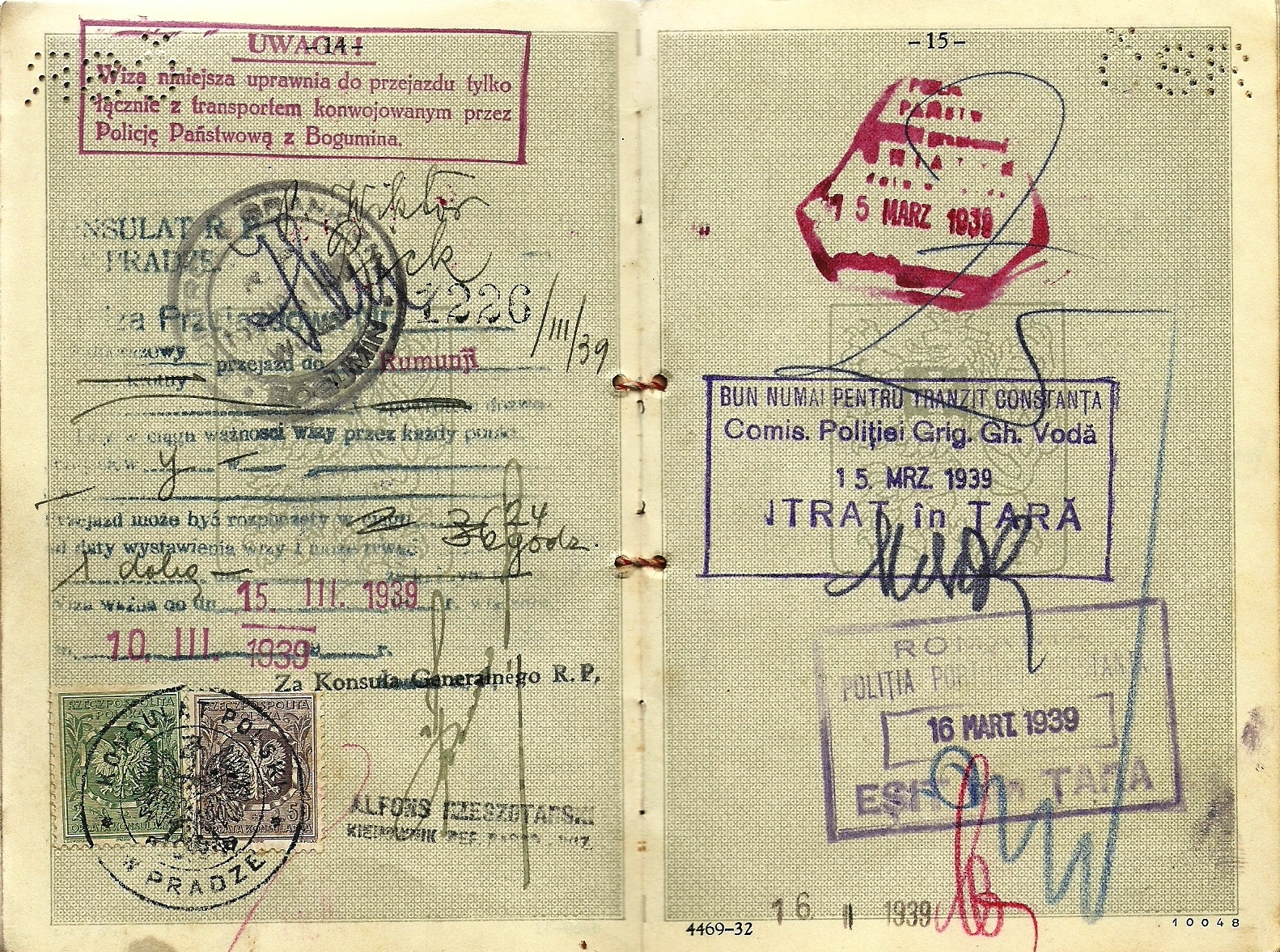
Passeport utilisé par un Juif pour fuir Prague par le dernier train avant l'invasion allemande.

Pendant les premières semaines de l'occupation, certains juifs franchissent illégalement la frontière avec la Pologne. Les restrictions économiques contre les Juifs entraînent une pauvreté de plus en plus fréquente qui freine leur émigration ; celle-ci devient interdite par le service de sécurité en mai 1939. Par conséquent, le programme initial n'a pas prévu de créer un Office central pour l'émigration juive à Prague, contrairement à l'Autriche qui en était pourvue. Cet office est instauré plus tard, le 15 juillet, afin d'exploiter les biens des Juifs tchèques pour payer l'émigration des juifs allemands ; tout d'abord, l'office ne contrôle que Prague et ses environs. L'ouverture d'un autre office est envisagée à Brno.
Les Juifs en mesure de fuir le protectorat sont moins nombreux que ceux de l'Allemagne et de l'Autriche avant-guerre à cause de la courte durée pendant laquelle l'émigration est possible (juillet 1939 à septembre 1941). D'après les documents officiels, 26 111 Juifs avaient émigré légalement au 15 juillet 1943. L'historien allemand Wolf Gruner (en) estime qu'avant octobre 1941, 25 000 Juifs sont parvenus à quitter la Bohême-Moravie. Selon Benjamin Frommer (en), 14 000 Juifs sont partis avant l'invasion de 1939 et 30 000 ont ensuite quitté légalement le pays. Certains d'entre eux sont morts dans des pays que l'Allemagne a occupés ensuite. Un nombre inconnu de victimes (tenu pour bien plus faible) a fui clandestinement vers la Pologne en 1939 ou vers la Slovaquie et la Hongrie, devenues des satellites du Troisième Reich. L'émigration des Juifs devient interdite dans l'ensemble du Reich à partir du 16 octobre 1941.

### Plan Nisko

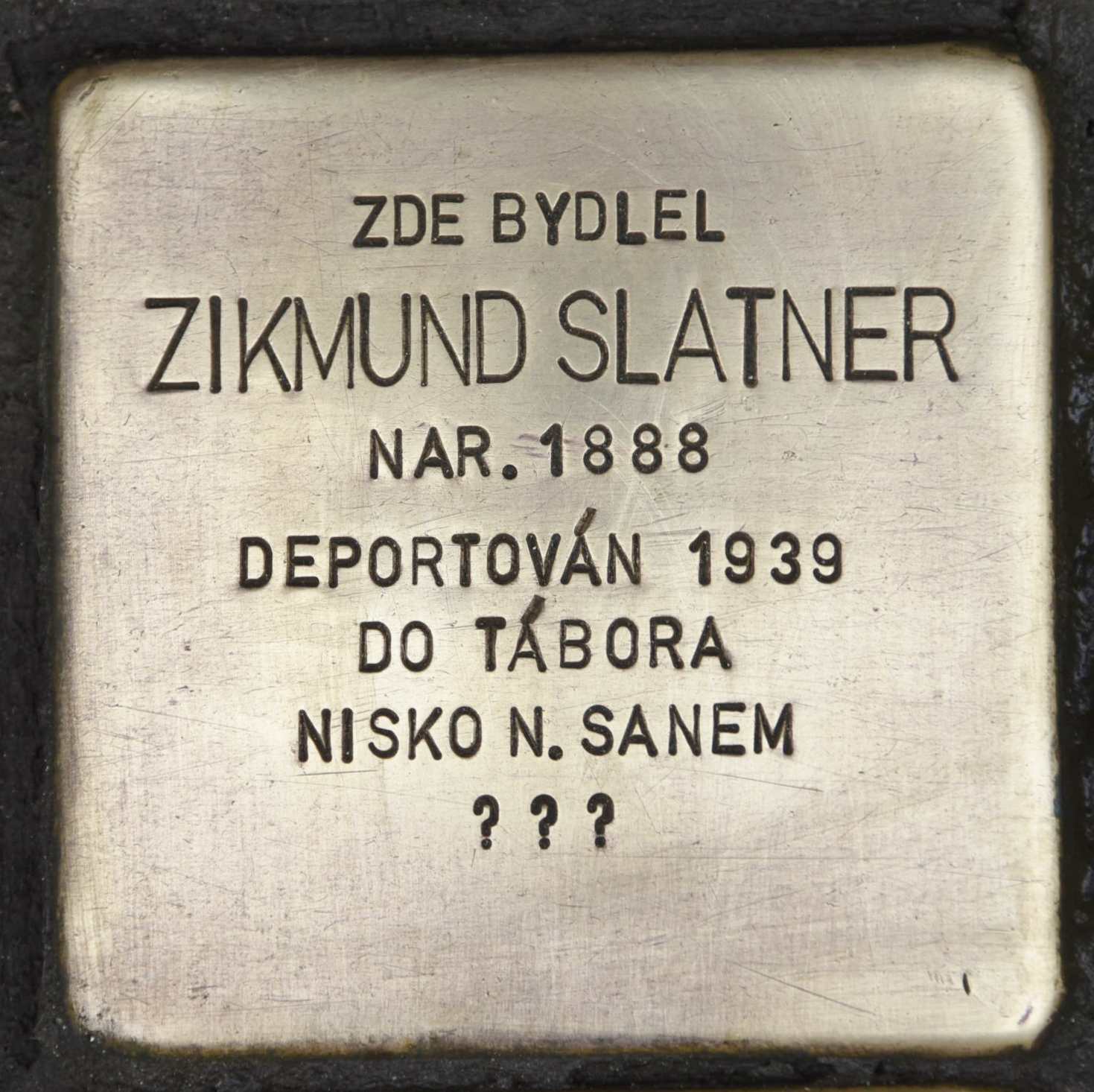
Stolperstein en mémoire de Zikmund Slatner, déporté d'Ostrava vers Nisko.

L'éclatement de la Seconde Guerre mondiale, qui commence avec l'invasion de la Pologne en 1939, bouleverse totalement la vie des Juifs tchèques. Le plan Nisko est un projet développé peu après cette invasion pour rassembler tous les Juifs dans le district de Lublin qui, à cette époque, est la zone la plus excentrée d'Europe sous occupation et proche de la ligne de partage avec l'Union soviétique. Les chefs de la Schutzstaffel (SS) prévoient de déporter 300 000 Juifs démunis depuis le Reich,, dont 70 000 à 80 000 depuis la région annexée de Katowice et celle de Moravská Ostrava dans le protectorat. À cette fin, un recensement est lancé et il conclut qu'au 1er octobre 1939, 90 147 Juifs vivent dans le protectorat, soit 28 000 de moins qu'au mois de mars.
Le 18 octobre 1939, 901 hommes sont déportés d'Ostrava vers Nisko en Pologne. La police des frontières et le personnel de la SS escortent le convoi, dont l'arrivée à destination est surveillée par Adolf Eichmann en personne. Le deuxième convoi transporte 400 hommes juifs d'Ostrava, ce qui suscite des protestations chez les Tchèques locaux. Le troisième emmène 300 hommes de Prague le 1er novembre et de nouveau, les Tchèques protestent. Le convoi est détourné vers Sosnowiec quand le plan Nisko est annulé par l'officier SS Heinrich Himmler,, car ce programme est incompatible avec un objectif prioritaire : installer des colons du Volksdeutsche dans les Reichgaue de Warthegau et Prusse-occidentale. Les convois sont censés reprendre début 1940 mais Reinhard Heydrich préfère les reporter au 19 février parce qu'il veut d'abord déporter les Juifs polonais des zones annexées. En avril 1940, le camp est fermé et les prisonniers survivants, dont environ 460 viennent du protectorat, sont autorisés à rentrer chez eux,. Un autre groupe de 123 Juifs déportés pendant l'opération Nisko retournent en Tchécoslovaquie avec l'armée de Svoboda (en).

### Aryanisation

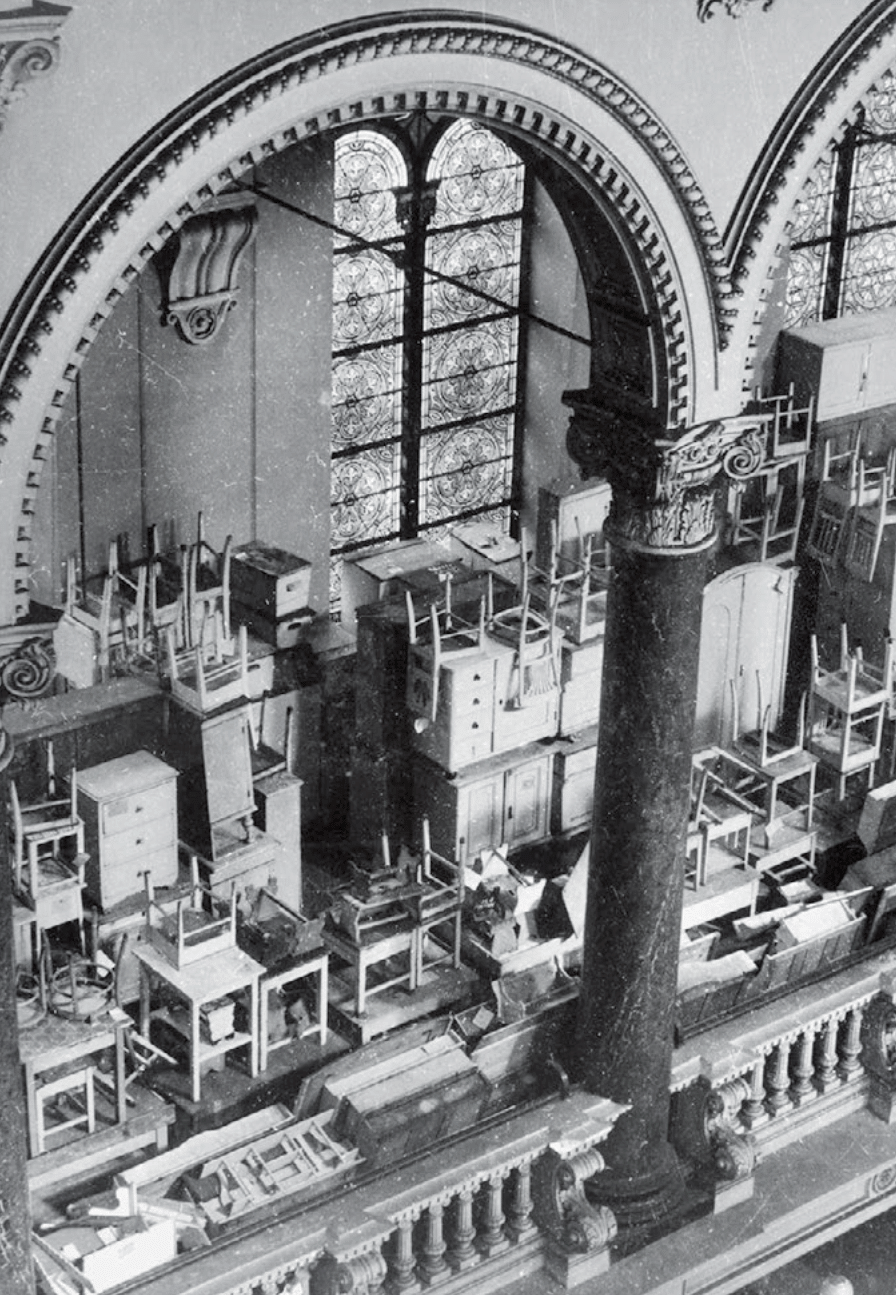
Mobilier confisqué à des Juifs déportés et entreposé dans une synagogue en 1944.

Hermann Göring ordonne que toutes les opérations d'aryanisation dans le protectorat soient approuvées par le ministère de l'Économie du Reich, afin d'éviter le chaos dans les transferts de propriété, comme à Vienne après l'Anschluss. Par conséquent, les Juifs ont interdiction de vendre les entreprises et les biens immeubles. Au sein du protectorat, il existe alors 30 000 sociétés appartenant à des Juifs ; Allemands et Tchèques s'affrontent pour déterminer qui est fondé à s'en emparer. Les Allemands obtiennent l'avantage et l'aryanisation s'étend même à des sociétés détenues par des Tchèques, ce qui conduit Emil Hácha à se plaindre de « la germanisation sous couvert d'aryanisation ». Les couples dont un membre est juif, et surtout quand l'autre membre est allemand, subissent une pression pour le divorce. Certains couples choisissent un « divorce sur le papier (en) » afin de protéger le patrimoine familial enregistré sous le nom de leur conjoint juif ou de préserver l'emploi du conjoint non-Juif, tout en continuant leur vie commune. Néanmoins, l'acte de divorce retire au conjoint juif la protection contre la déportation.
Le 25 mars, le ministère de l'Intérieur du Reich décide de déléguer au gouvernement du protectorat la question de déterminer les mesures à l'encontre des Juifs. Dans les semaines suivantes, des associations professionnelles de négociants, de juristes et de médecins profitent de la vague d'antisémitisme pour exclure leurs membres juifs. En juin, l'organisation fédérative juive annonce que de nombreux Juifs appartenant à la classe moyenne ont perdu leur emploi. L'Institut social juif, organisme d'aide sociale, est autorisé à rouvrir le 6 avril et procure son soutien à de nombreux juifs sans travail ainsi qu'à des réfugiés. En été 1939, les Juifs ne peuvent exercer que des travaux manuels. À ce moment-là, 25 458 hommes et 24 028 femmes sont en âge de travailler (18 à 45 ans). Le 10 août, le Protecteur du Reich les déchoit de tous leurs droits de vote et leur interdit tous les emplois publics, tous les postes en rapport avec les médias et l'opinion publique et les exclut de toutes les associations tchèques. Le 23 octobre, un autre ordre du Protecteur du Reich interdit aux Juifs d'occuper un poste salarié.
De nouvelles réglementations concernant l'emploi sont annoncées le 26 janvier 1940 : entre autres clauses, les Juifs ont interdiction d'exercer un poste d'encadrement. De plus en plus de Juifs perdent leur emploi ou leur moyen de subsistance,. Le 7 février, ils doivent déclarer leur patrimoine professionnel et le 16 mars, leur patrimoine personnel. Les deux mesures suivantes émanent du gouvernement tchèque : le 19 mars, les Juifs sont évincés du système de chômage et ils doivent s'inscrire dans des bureaux de travail pour percevoir une aide au chômage. En réalité, dans ces administrations, ils sont enrôlés dans des compagnies locales de travaux forcés, par exemple pour incinérer les déchets. Le 24 avril, ils sont exclus de toute fonction dans les domaines du droit, de l'enseignement, de la pharmacie, de la médecine ou de l'édition.

### Restrictions des droits et libertés civiques

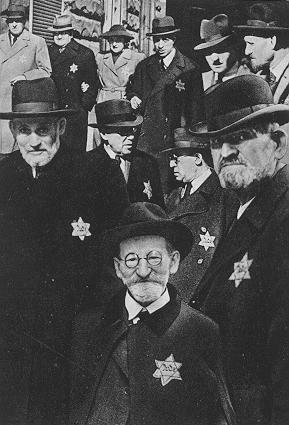
Juifs portant l'étoile jaune à Prague, vers 1942.

En janvier 1940, l'Office central de Prague voit sa juridiction étendue à l'ensemble du protectorat et, en mars, il exerce son contrôle sur toutes les communautés juives ; toutes les personnes catégorisées comme « juives » selon les lois de Nuremberg ont ordre de s'y inscrire, même si elles ne sont pas membres de la communauté juive. La liberté de circulation des Juifs est restreinte par un couvre-feu imposé après huit heures du soir et le gouvernement Hácha leur interdit de se rendre dans les cinémas et les théâtres. Les cartes d'identité délivrées aux Juifs par le protectorat portent la lettre « J » en rouge. À la mi-1940, les Juifs ne peuvent faire leurs courses que pendant une tranche horaire stricte et, le 7 août, ils n'ont plus accès aux écoles ; ces deux interdictions émanent du gouvernement tchèque,.
Fin 1940, l'Office central recense les logements appartenant à des Juifs à Prague et à Brno. Au début de l'année suivante, les Juifs doivent se rassembler dans les Judenhäuser à Prague, initiative conjointe du conseil municipal, de l'Office central et du parti nazi. En parallèle, les Juifs vivant dans de grandes villes sont déplacés. Le Národní souručenství exige le renforcement de la ghettoïsation des Juifs et, en octobre 1941, Hácha présente ces requêtes devant le Protecteur du Reich. Elles sont rejetées car les Allemands planifient déjà la déportation systématique des Juifs. En novembre 1940, le gouvernement Hácha veut interdire le mariage entre des Tchèques et des Juifs. Toutefois, les autorités nazies rejettent plusieurs fois cette proposition, qui n'entre en vigueur qu'en mars 1942.
Tout au long de l'année 1940, le Protecteur du Reich reçoit de nombreuses requêtes qui réclament que les Juifs arborent un signe distinctif, comme une étoile jaune ou un brassard ; ces demandes émanent entre autres de l'Association culturelle aryenne nationale, organisation antisémite tchèque. Néanmoins, même si les juifs doivent porter un signe dans les anciennes régions polonaises annexées par le Troisième Reich, ce marquage n'est d'abord pas autorisé concernant la Bohême-Moravie,. Le port de l'étoile jaune est imposé simultanément en Allemagne et en Bohême-Moravie en septembre 1941. Le même mois, Heydrich est nommé Protecteur du Reich et il dépose le gouvernement tchèque d'Eliáš pour le remplacer par Jaroslav Krejčí, plus radical. L'une des premières initiatives de Heydrich dans ses nouvelles fonctions est d'ordonner la fermeture de toutes les synagogues en raison d'une prétendue campagne discrète de dénigrement (en).

### Travaux forcés

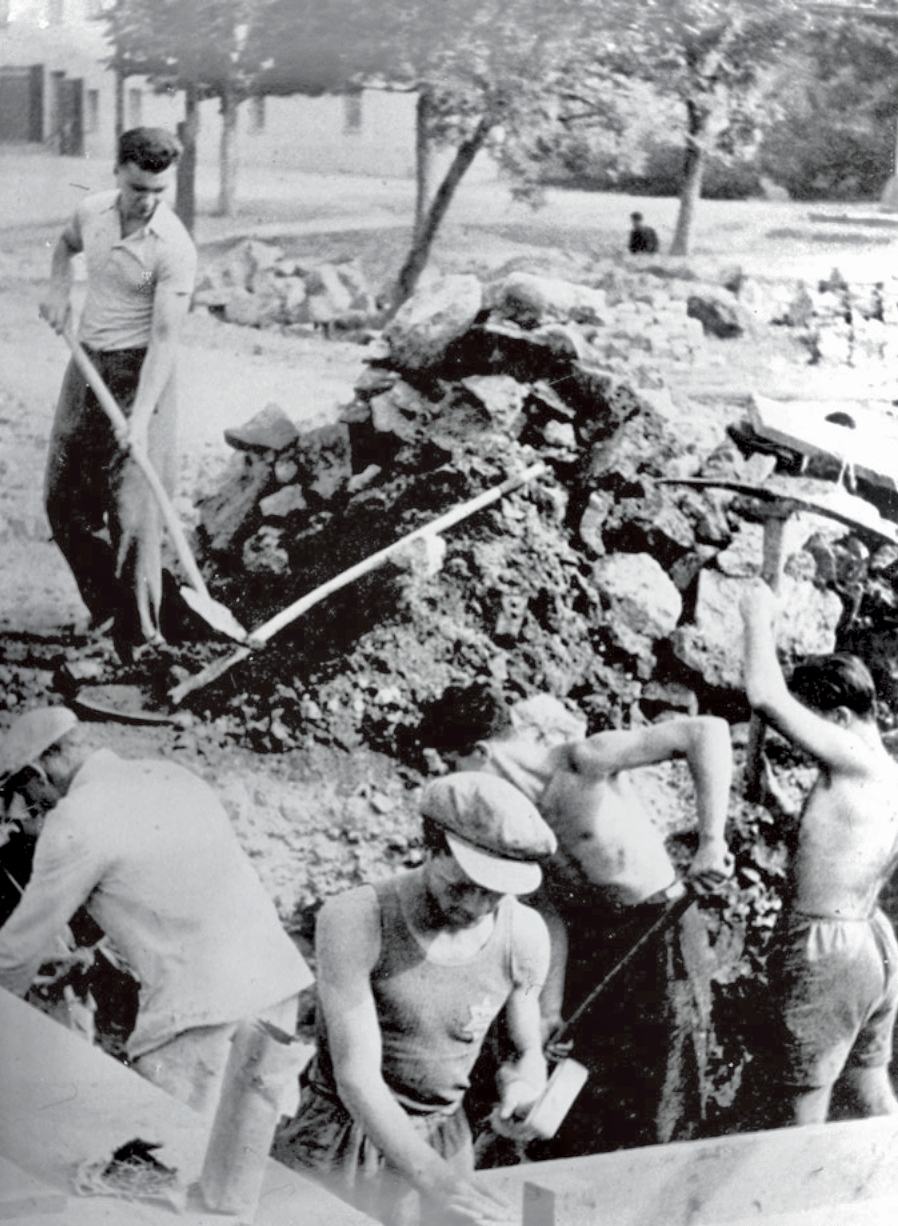
Travaux forcés de terrassement pour la construction d'une route, en 1943.

Les projets pour contraindre les Juifs du protectorat aux travaux forcés en cas de guerre sont dressés dès février 1939, avant l'occupation du territoire. Les nazis comptent exploiter les Juifs pour construire des routes et dans des carrières, même si l'organisme chargé de régir le système n'est pas encore défini. Toutefois, à la mi-1940, malgré la montée du chômage parmi les Juifs, les autorités centrales n'appliquent pas de programme de travaux forcés généralisé. Ce sont les municipalités tchèques qui prennent l'initiative et développent des systèmes de travaux forcés, à l'instar de l'Allemagne et de l'Autriche, mais à l'échelle locale. Début juillet 1940, la commune de Holešov demande la permission d'utiliser ses administrés juifs pour les travaux forcés. Un reportage dans le magazine Neuer Tag invite d'autres localités à suivre cet exemple. Ce même mois, 60 % des hommes juifs du protectorat sont exploités dans des chantiers de travaux forcés ; les autres occupent des emplois indépendants qui ne leur sont pas encore interdits. Contrairement à l'Allemagne et à l'Autriche, les Juifs ne sont pas séparés des Tchèques dans le cadre des travaux forcés : aux yeux du Reich, les uns comme les autres sont des inférieurs.
Les systèmes de travaux forcés atteignent leur apogée en mai 1942 : 15 000 hommes et 1 000 femmes y sont exploités. Ce nombre décline ensuite à cause des déportations vers le ghetto de Theresienstadt.
Le protectorat a compté au moins 39 camps satellites. Des dizaines de milliers de Juifs et non-Juifs y sont exploités, y compris de nombreux juifs polonais et hongrois qui y sont déportés.

## Relations avec la population tchèque
La majorité des Tchèques se montre solidaire des Juifs et ne collabore pas avec les nazis, fait abondamment relaté dans la presse occidentale pendant la guerre. En 1940, une faction antisémite prend la tête du parti unique pro-nazi et émet des décrets interdisant aux Tchèques de s'associer avec les Juifs, mais de nombreux Tchèques n'en tiennent aucun compte et la plupart des réglementations sont abrogées car elles soulèvent des tollés dans la population. Les actes de défi des Tchèques contre les décrets antisémites, ainsi que les protestations publiques contre les déportations à Nisko en 1939, s'appuient sur l'opposition du peuple envers l'occupation nazie, ainsi que sur l'adage voulant que « l'ennemi de mon ennemi est mon ami (en) ». En outre, les Tchèques craignent qu'après l'extermination des Juifs ne vienne la « solution finale à la question tchèque ». Le service de sécurité signale qu'en 1941, « l'attitude des Tchèques envers les Juifs représente un grave problème pour les autorités d'occupation ». Cependant, des personnalités de la résistance tchèques ont elles-mêmes publié des articles antisémites.
Une minorité de Tchèques participe à la persécution contre les Juifs. Les journaux tchèques fascistes Vlajka (en) et Arijský boj (en) (« Lutte aryenne » : une transposition tchèque du Der Stürmer) se font remarquer par leurs invectives antisémites et publient des dénonciations contre les Juifs et les « judéophiles ». Frommer soutient que ces médias ont favorisé, chez certains Tchèques ordinaires, la délation de leurs voisins en offrant une alternative aux autorités nazies. En octobre 1941, l'Arijský boj reçoit 60 dénonciations par jour ; celles-ci provoquent souvent l'arrestation de Juifs qui ont enfreint la loi. Ceux qui écrivent ces délations ont concouru à l'application des règles en signalant de prétendues infractions. Le service de sécurité relève que certains Tchèques s'efforcent d'aider les Juifs à se soustraire aux déportations. En 1943, il annonce que cette tendance s'est inversée et que les Tchèques sont reconnaissant aux occupants qui les débarrassent de la population juive. La résistance transmet au gouvernement en exil que certains Tchèques pensent que les Juifs méritent leur sort.

## Solution finale

### Convois directs

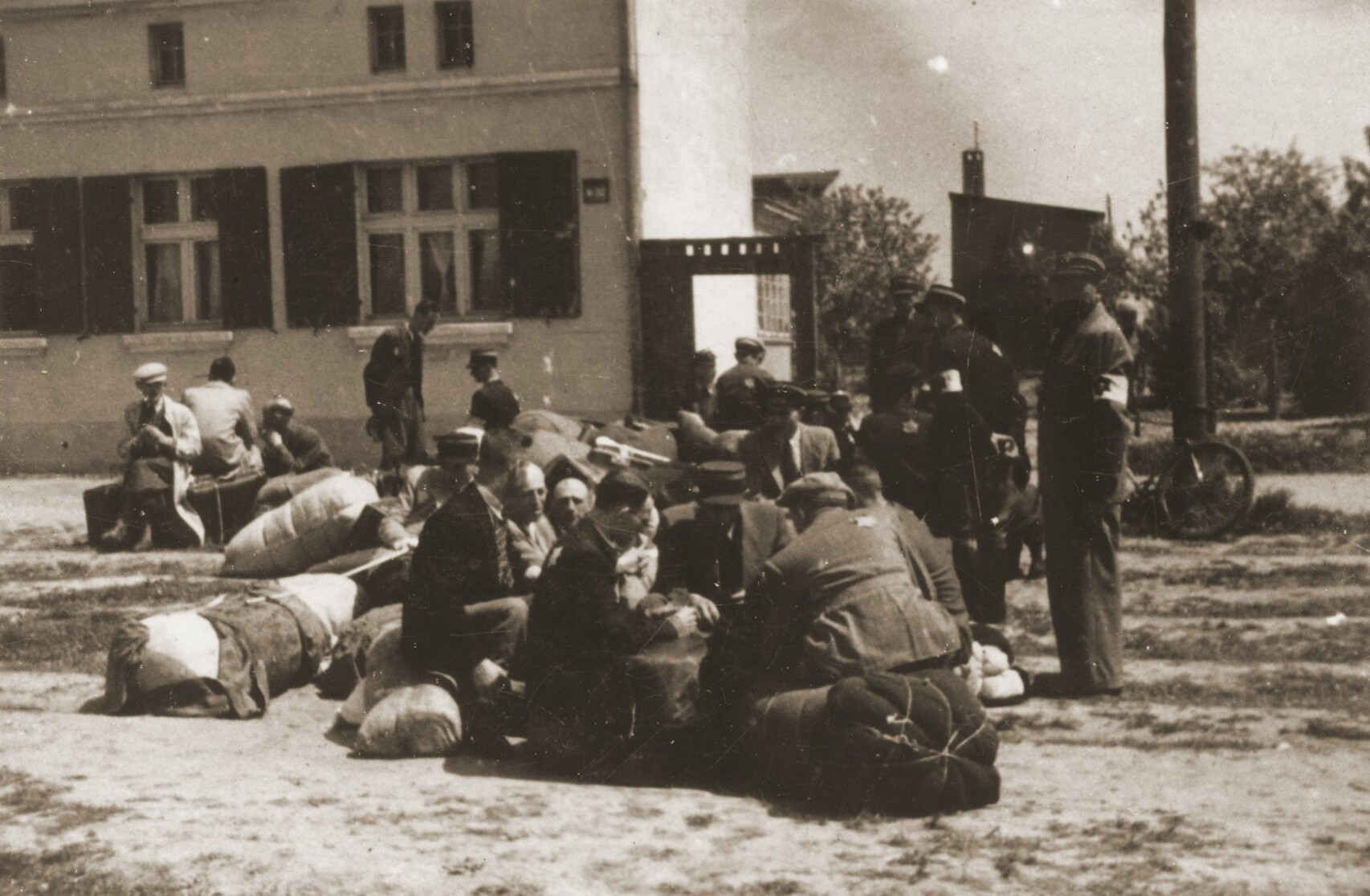
Au ghetto de Łódź, des Juifs issus d'Autriche, d'Allemagne et de Prague sont raflés avant leur déportation vers le centre d'extermination de Chełmno, en mai 1942.

Les 16 et 17 septembre 1941, Hitler approuve la proposition de déporter 60 000 Juifs depuis le Reich et le protectorat vers le ghetto de Łódź, dans le Warthegau,. En amont de la déportation, un nouveau recensement est mené. Selon les critères des lois de Nuremberg, 88 000 Juifs résident encore dans le protectorat, dont 46 800 à Prague. Heydrich, Frank, Horst Böhme et Eichmann se réunissent au château de Prague le 10 octobre pour finaliser les projets de déportations. Ils décident que 5 000 Juifs seront déportés de Prague le 15 octobre et envoyés vers des ghettos nazis où ils seraient astreints aux travaux forcés. Au moment de la déportation, les biens restant aux Juifs seraient confisqués. En raison de la surpopulation dans le ghetto de Łódź, et — en partie — afin de libérer de l'espace pour les arrivants, le centre d'extermination de Chełmno ouvre en automne 1941.
Cinq convois transportant chacun 1 000 Juifs partent de Prague les 16, 21, 26 et 30 octobre ainsi que le 3 novembre ; ils parviennent à Łódź le lendemain,. Ces convois sont organisés par l'Office central et la Gestapo ; la seconde est chargée des listes de personnes. Hitler choisit Minsk et Riga comme destinations pour les convois suivants à cause de la surpopulation à Łódź. Le 16 novembre, un train emmène des Juifs de Brno vers Minsk,. La plupart des déportés envoyés à Łódź sont des personnes âgées, dont beaucoup périssent à cause des conditions de vie difficiles qui règnent dans le ghetto. D'autres meurent dans des camps de travail forcé en Pologne occidentale ou après leur acheminement vers les centres d'extermination de Chełmno, Majdanek et Auschwitz : les survivants ne représentent qu'environ 250 personnes. Chez les victimes du convoi vers Minsk, 750 personnes sont assassinées lors d'un massacre les 27 et 29 juillet 1942 et seuls 12 survivants sont revenus après-guerre.
Après l'attentat contre Reinhard Heydrich le 27 mai 1942, le protectorat vit sous la loi martiale. Le 10 juin, 1 000 Juifs sont déportés de Prague ; certains d'entre eux doivent descendre à Majdanek, les autres sont envoyés à Ujazdów, dans le district de Lublin, près du centre d'extermination de Sobibór,, : un seul homme du convoi a survécu. Le 27 octobre 1944, 18 membres du Conseil des anciens de la communauté juive de Prague sont directement déportés vers Auschwitz et aucun n'a survécu,.

### Ghetto de Theresienstadt

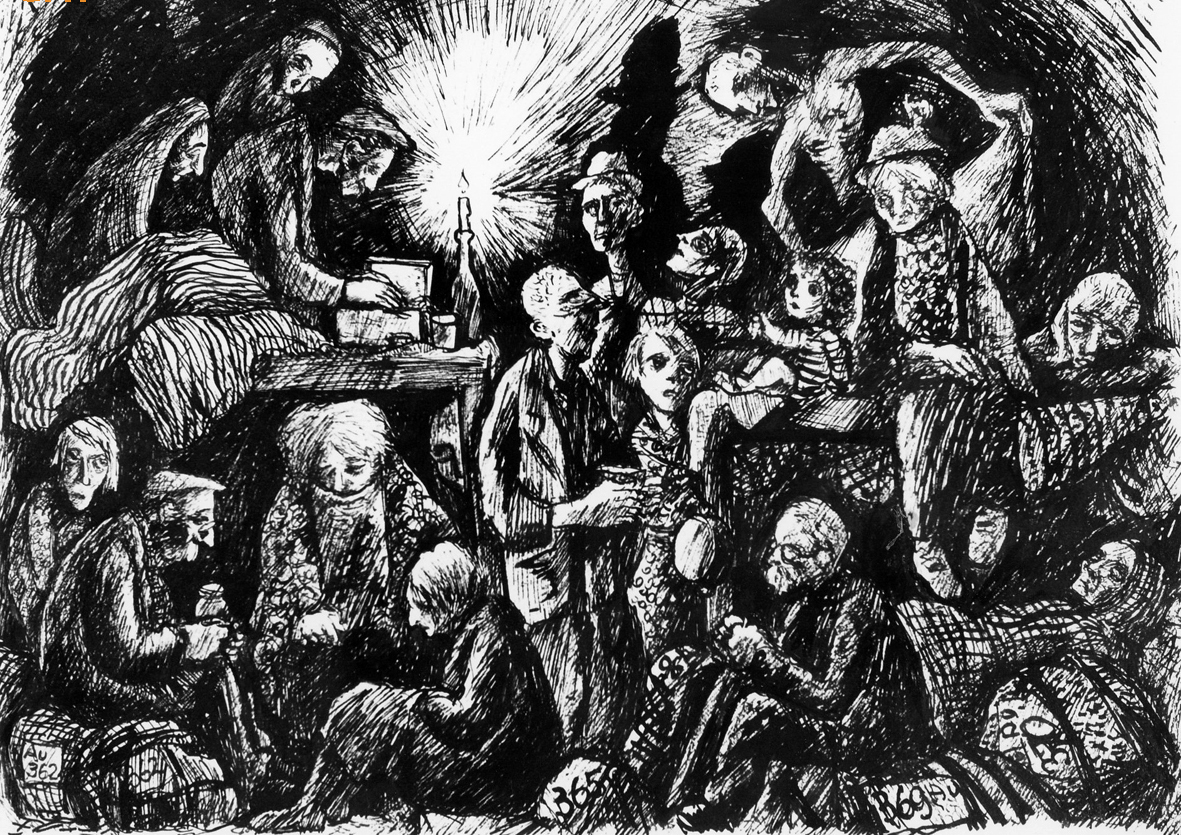
Caricature des lieux d'habitation à Theresienstadt, par Bedřich Fritta.

Les déportations vers le ghetto de Theresienstadt, situé près de la frontière entre le protectorat et le Sudetenland, commencent en novembre 1941 avec un convoi de 350 hommes praguois. Le mois suivant, plus de 7 000 personnes sont envoyées vers Theresienstadt depuis Prague, Pilsen, Brno et ailleurs. Dès l'origine, Theresienstadt est conçu comme un ghetto de transit. Le premier train qui le dessert quitte Riga le 9 janvier 1942,. À la conférence de Wannsee, le 20 janvier, Heydrich annonce que le vieux ghetto de Theresienstadt sera apprêté pour recevoir des Juifs allemands. Les habitants d'origine en sont chassés ; ceux qui sont allemands reçoivent une compensation de l'Office central, puisée dans les fonds confisqués aux Juifs. Le 29 mai, deux jours après le meurtre de Heydrich, les dirigeants juifs reçoivent un message indiquant qu'ils doivent s'attendre à « l'évacuation intégrale des Juifs de l'ancien Reich, de l'Ostmark et du protectorat ». Les personnes âgées d'au moins 65 ans resteront à Theresienstadt, les Juifs plus jeunes seront emmenés vers l'Est.
Il y a trois vagues principales de déportation vers Theresienstadt. La première, pendant juin 1943, élimine la quasi-totalité de la population juive du protectorat, dont 39 395 personnes de Prague et 9 000 de Brno. Entre juin 1943 et janvier 1945, 900 personnes sont déportées par petits groupes, principalement des gens divorcés et les veuves ayant conclu un mariage interreligieux, ainsi que les enfants issus de ces unions s'ils ont au moins 14 ans,. Fin 1944, il ne reste plus, officiellement, que 6 795 Juifs dans le protectorat et la plupart d'entre eux sont engagés dans un mariage interreligieux,. Environ 4 000 d'entre eux sont déportés entre le mois de janvier et le 16 mars 1945, après le retrait de la protection accordée aux mariages « mixtes »,.
Sur un total de 141 000 Juifs déportés à Theresienstadt, 73 608 viennent du protectorat. Malgré les conditions de vie difficiles dans le ghetto, les habitants craignent encore davantage d'être emmenés dans les trains, qui en grande majorité partent vers des destinations non précisées « à l'Est ». Du 9 janvier 1942 au 28 octobre 1944, environ 60 000 Juifs du protectorat sont déportés ensuite vers l'Est, dans divers lieux de Pologne et des Pays baltes. Un peu moins de la moitié (28 368 personnes) sont envoyés vers Auschwitz, où seulement 3 000 ont survécu. Au moment de la Libération, 6 875 prisonniers de Theresienstadt proviennent du protectorat. Environ 100 Juifs issus du protectorat sont montés à bord du train allant de Theresienstadt vers la Suisse et 700 quittent le camp début mai.

### Juifs non déportés

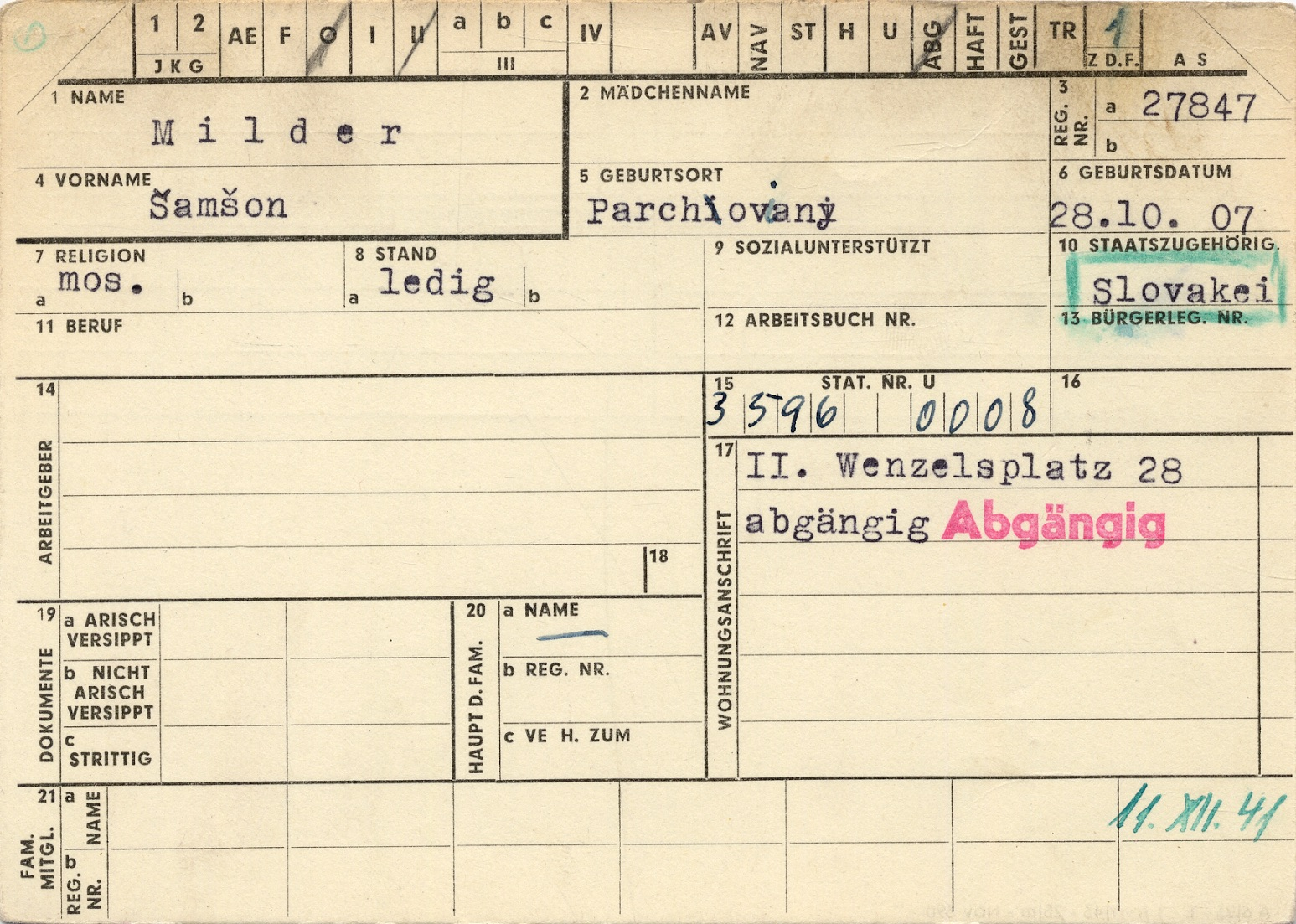
Carte d'identité de Šamšon Milder (né en 1907), portant l'inscription abgänging (disparu).

Les biens appartenant aux Juifs déportés sont saisis par le conseil d'administration de la communauté juive de Prague, dirigé par Salo Krämer, puis revendus. À son apogée, le conseil emploie des centaines de juifs qui récupèrent des effets comme les vêtements, le mobilier, la vaisselle et les tapis, ainsi des centaines de milliers de livres et des centaines de pianos.
Au total, selon le recensement, 2 803 personnes catégorisées comme juives selon les lois de Nuremberg ont survécu dans le protectorat sans avoir été déportées ; sur ce total, 820 sont de religion juive. Les historiens estiment que rares sont ceux qui se sont cachés au sein du protectorat,, et ce pour des motifs géographiques, démographiques et politiques, plutôt qu'en raison d'un collaborationnisme tchèque. Le nombre exact de Juifs qui ont survécu en se cachant dans le protectorat est inconnu. Hans Günther Adler pense que leur nombre s'élève à 424 personnes,,. D'après une estimation, quelque 1 100 Juifs ont obtenu des faux papiers mais la majorité a quitté le protectorat, soit en tant que travailleurs étrangers en Allemagne (en), soit en migrant vers la Slovaquie ou la Hongrie ; tous les migrants n'ont pas survécu à la guerre. Ceux qui bénéficiaient des meilleures chances de survie appartenaient au petit groupe de ceux qui n'ont jamais été déclarés comme juifs.

## Après-guerre
La Bohême et la Moravie sont libérées en mai 1945, à la fois par les alliés occidentaux qui arrivent à Pilsen le 5 mai et par l'Armée rouge qui capture Prague le 9 mai 1945 après l'offensive sur la ville,. Le bilan humain total des Juifs représente 80 000 morts,, soit 80 % de la population d'avant-guerre. Outre ceux qui ont émigré, environ 14 000 autres juifs ont survécu par d'autres moyens,. Plus des trois quarts des victimes tchécoslovaques de la guerre sont des juifs qui ont péri dans la Shoah,. Un tiers des Juifs qui ont émigré sont revenus après la guerre ; des milliers de survivants ont quitté le pays, surtout après le coup de Prague en 1948. En 1950, il ne reste qu'environ 14 000 à 18 000 Juifs en Tchécoslovaquie. Les Juifs ayant épousé des Tchèques non-Juifs ou issus de familles interreligieuses ont davantage tendance à rester dans le pays après la guerre. Ces survivants sont devenus des personnalités de premier plan dans la direction des communautés juives après-guerre.
Entre deux et trois mille Juifs qui s'étaient déclarés allemands dans les recensements d'avant-guerre n'ont pu reprendre leur nationalité tchécoslovaque et ont subi les mêmes discriminations que les Allemands, y compris la déchéance de nationalité, la confiscation des biens et l'obligation de porter un brassard blanc,. Ces discriminations ont poussé des centaines de Juifs à demander l'émigration volontaire du pays. La déportation de personnes juives dans le cadre de l'expulsion des Allemands s'interrompt brutalement en septembre 1946 à cause du scandale médiatique et des protestations du gouverneur de la zone d'occupation américaine en Allemagne,. Malgré tout, certains Juifs sont encore déportés. Après l'intervention du Conseil des communautés religieuses juives de Bohême et Moravie, 2 000 personnes peuvent finalement recouvrer leur nationalité tchécoslovaque.
Même si les lois d'après-guerre annulent les opérations d'aryanisation, de nombreux biens ne sont pas restitués à leurs propriétaires juifs : ils sont nationalisés, comme l'exigent notamment les communistes et les membres des partis de gauche. De nombreux criminels et collaborateurs de la Shoah, dont Karl Hermann Frank et Josef Pfitzner (en), sont traduits devant des Tribunaux du Peuple dans le cadre d'une épuration qui fait partie des plus sévères d'Europe.
Dans les procès Slánský en 1952, 14 communistes (dont 11 Juifs, et parmi ceux-ci des survivants de la Shoah) sont accusés de complicité dans une conspiration sioniste. Onze accusés sont exécutés,. En 2019, environ 3 900 Juifs vivent en Tchéquie.

## Mémoire

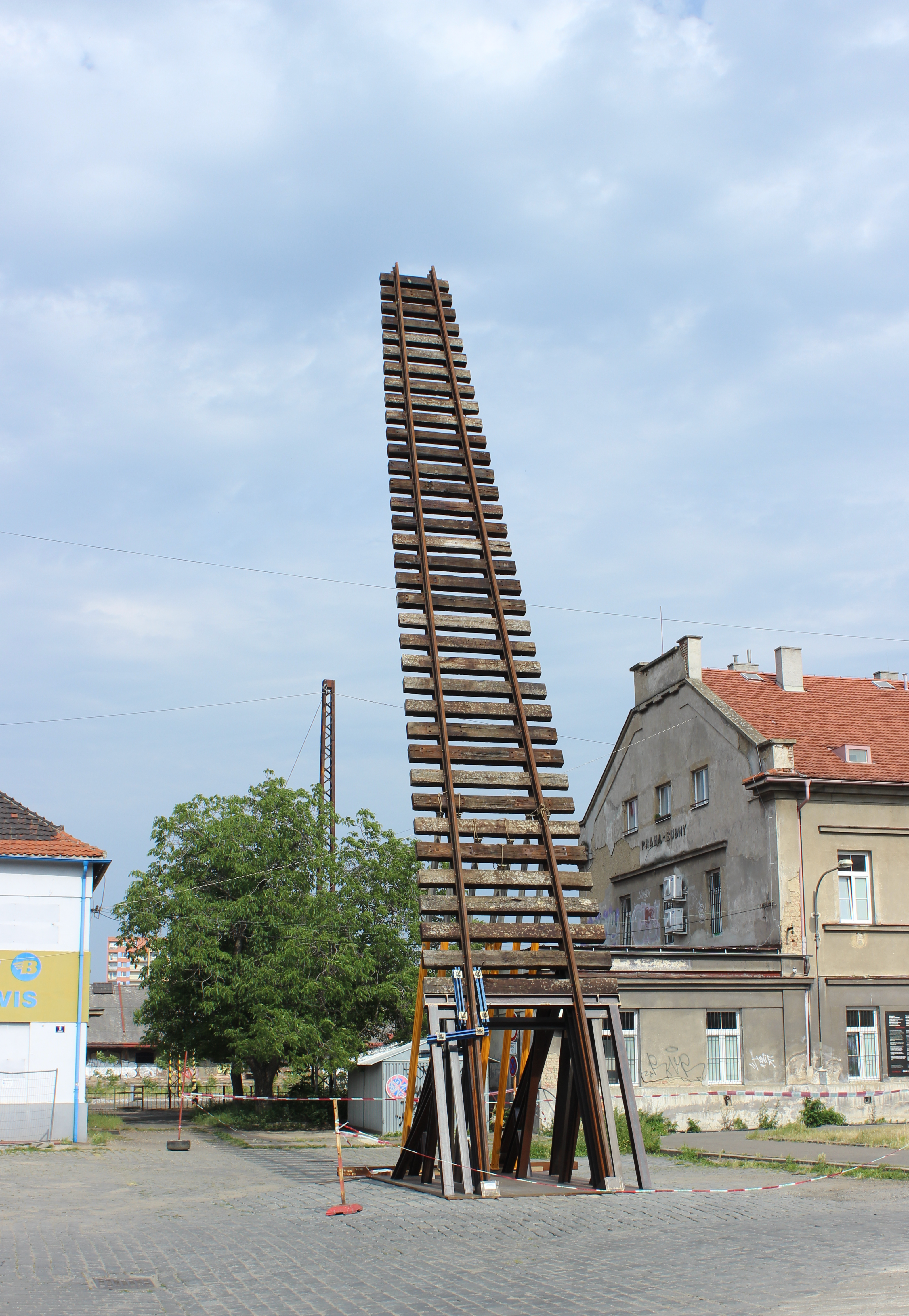
' (« la porte du non-retour »), mémorial à la pour commémorer la déportation de 50000 Juifs passés par la gare pour être envoyés vers Łódz et Theresienstadt.

Après la révolution de velours en 1989, qui provoque la chute du régime communiste, les universitaires font preuve d'un intérêt renouvelé envers l'histoire de la Shoah et de nombreuses thèses d'experts sur le sujet sont publiées. Cet intérêt atteint son apogée en 2000 puis il décline.
La Tchéquie fait partie des rares pays qui ont instauré un organisme d'État pour traiter les questions relatives à la Shoah.
Jiří Weil et Arnošt Lustig, tous deux rescapés de la Shoah, sont devenus célèbres par leurs écrits sur le sujet.
Aux murs de la synagogue Pinkas, à Prague, sont inscrits les noms de 77 297 victimes connues de la Shoah en Bohême et Moravie.

### Documentation

#### Ouvrages
- (en) Hans Günther. Adler, Theresienstadt 1941–1945: The Face of a Coerced Community, Cambridge, Cambridge University Press, 2017 (1re éd. 1955) (ISBN 9780521881463)
- (en) Christopher Browning, The Origins of the Final Solution: The Evolution of Nazi Jewish Policy, September 1939 – March 1942, University of Nebraska Press, 2007 (ISBN 978-0-8032-0392-1)
- (en) Kateřina Čapková, Czechs, Germans, Jews?: National Identity and the Jews of Bohemia, Berghahn Books, 2012 (ISBN 978-0-85745-475-1)
- (en) Wolf Gruner (en), Jewish Forced Labor Under the Nazis: Economic Needs and Racial Aims, 1938-1944, Cambridge University Press, 2006 (ISBN 978-0-521-83875-7)
- (en) Wolf Gruner, The Holocaust in Bohemia and Moravia: Czech Initiatives, German Policies, Jewish Responses, Berghahn Books, 2019 (ISBN 978-1-78920-285-4, DOI 10.2307/j.ctv1850gjq)
- (en) Jan Lanicek (en), Czechs, Slovaks and the Jews, 1938-48: Beyond Idealisation and Condemnation (en), Springer, 2013 (ISBN 978-1-137-31747-6)
- (en) Livia Rothkirchen, The Jews of Bohemia and Moravia: Facing the Holocaust, University of Nebraska Press, 2006 (ISBN 978-0803205024)
- (en) Tomas Sniegon, Vanished History: The Holocaust in Czech and Slovak Historical Culture (en), Berghahn Books, 2014 (ISBN 978-1-78238-295-9)
- (en) Martin Wein, A History of Czechs and Jews: A Slavic Jerusalem, Routledge, coll. « Routledge Jewish Studies Series », 2015 (ISBN 978-1-317-60821-9)

#### Chapitres
- (en) Michael J. Bazyler, Kathryn Lee Boyd, Kristen L. Nelson et Rajika L. Shah, « Czech Republic », dans Searching for Justice after the Holocaust: Fulfilling the Terezin Declaration and Immovable Property Restitution, Oxford University Press, 2019, 103–116 p. (ISBN 978-0-19-092306-8)
- (en) Vojtěch Blodig et Joseph Robert White, « Protectorate of Bohemia and Moravia », dans Ghettos in German-Occupied Eastern Europe, vol. 2, Indiana University Press, coll. « Encyclopedia of Camps and Ghettos, 1933–1945 », 2012, 177–184 p. (ISBN 978-0-253-00202-0)
- Michal Frankl, « The Sheep of Lidice: The Holocaust and the Construction of Czech National History », dans Bringing the Dark Past to Light. The Reception of the Holocaust in Postcommunist Europe., University of Nebraska Press, 2013, 166–194 p. (ISBN 978-0-8032-2544-2)
- (de) Benjamin Frommer, « Verfolgung durch die Presse: Wie Prager Büroberater und die tschechische Polizei die Juden des Protektorats Böhmen und Mähren isolieren halfen », dans Alltag im Holocaust: Jüdisches Leben im Großdeutschen Reich 1941–1945 [« Everyday Life during the Holocaust: Jewish Lives in the Greater German Reich, 1941–1945 »], Walter de Gruyter GmbH (en), 2014, 137–150 p. (ISBN 978-3-486-73567-3, DOI 10.1524/9783486735673.137)
- (en) Benjamin Frommer, « The Saved and the Betrayed: Hidden Jews in the Nazi Protectorate of Bohemia and Moravia », dans Unlikely Heroes: The Place of Holocaust Rescuers in Research and Teaching, University of Nebraska Press, 2019, 37–56 p. (ISBN 978-1-4962-1632-8)
- (en) Benjamin Frommer, « Privileged Victims: Intermarriage between Jews, Czechs, and Germans in the Nazi Protectorate of Bohemia and Moravia », dans Intermarriage from Central Europe to Central Asia: Mixed Families in the Age of Extremes, University of Nebraska Press, 2020, 47–82 p. (ISBN 978-1-4962-0211-6)
- (en) Wolf Gruner et Wolf Osterloh, « Protectorate of Bohemia and Moravia », dans The Greater German Reich and the Jews: Nazi Persecution Policies in the Annexed Territories 1935–1945, Berghahn Books, coll. « War and Genocide », 2015, 99–135 p. (ISBN 978-1-78238-444-1)
- (en) Jörg Osterloh, « Sudetenland », dans The Greater German Reich and the Jews: Nazi Persecution Policies in the Annexed Territories 1935–1945, Berghahn Books, coll. « War and Genocide », 2015, 99–135 p. (ISBN 978-1-78238-444-1)
- (de) Eva Schmidt-Hartmann, « Tschechoslowakei », dans Dimension des Völkermords: Die Zahl der jüdischen Opfer des Nationalsozialismus [« Dimension of the genocide: the number of Jewish victims of Nazism »], Walter de Gruyter GmbH, 2015, 353–380 p. (ISBN 978-3-486-70833-2, DOI 10.1524/9783486708332.353)
- (de) Magda Veselská, « "Sie müssen sich als Jude dessen bewusst sein, welche Opfer zu tragen sind... " Handlungsspielräume der jüdischen Kultusgemeinden im Protektorat bis zum Ende der großen Deportationen », dans Alltag im Holocaust: Jüdisches Leben im Großdeutschen Reich 1941–1945 [« Everyday Life during the Holocaust: Jewish Lives in the Greater German Reich, 1941–1945 »], Walter de Gruyter GmbH, 2014, 151–166 p. (ISBN 978-3-486-73567-3, DOI 10.1524/9783486735673.151)

#### Revues universitaires
- (en) Kateřina Čapková, « Between Expulsion and Rescue: The Transports for German-speaking Jews of Czechoslovakia in 1946 », Holocaust and Genocide Studies, vol. 32, no 1,‎ 2018, p. 66–92 (ISSN 8756-6583, DOI 10.1093/hgs/dcy005, lire en ligne)
- Michal Frankl, « Prejudiced Asylum: Czechoslovak Refugee Policy, 1918–60 », Journal of Contemporary History (en), vol. 49, no 3,‎ 2014, p. 537–555 (ISSN 1461-7250, DOI 10.1177/0022009414528260, S2CID 159781378)
- Michal Frankl, « Free of Controversy? Recent Research on the Holocaust in the Bohemian Lands », Dapim: Studies on the Holocaust, vol. 31, no 3,‎ 2017, p. 262–270 (ISSN 2325-6249, DOI 10.1080/23256249.2017.1371725, S2CID 165816065)
- (de) Alena Hájková (en), « Erfassung der jüdischen Bevölkerung des Protektorates » [« Registration of the Jewish Population of the Protectorate »], Theresienstädter Studien und Dokumente, no 4,‎ 1997, p. 50–62
- Anna Hájková, « To Terezín and Back Again: Czech Jews and their Bonds of Belonging from Deportations to the Postwar », Dapim: Studies on the Holocaust, vol. 28, no 1,‎ 2014, p. 38–55 (DOI 10.1080/23256249.2014.881594, S2CID 18142106)
- Livia Rothkirchen, « The Protectorate Government and the "Jewish Question" 1939–1941 », Yad Vashem Studies, vol. XXVII,‎ 1999, p. 331–362
- Anja Tippner, « Postcatastrophic entanglement? Contemporary Czech writers remember the holocaust and post-war ethnic cleansing », Memory Studies, vol. 14, no 1,‎ 2021, p. 80–94 (DOI 10.1177/1750698020976463, S2CID 231955961)
- Peter Witte, « Two Decisions Concerning the "Final Solution to the Jewish Question": Deportations to Lodz and Mass Murder in Chelmno », Holocaust and Genocide Studies, vol. 9, no 3,‎ 1995, p. 318–345 (DOI 10.1093/hgs/9.3.318)